# Shuocheng
Shuocheng (chinesisch 朔城区, Pinyin Shuòchéng Qū) ist ein chinesischer Stadtbezirk der bezirksfreien Stadt Shuozhou in der Provinz Shanxi. Er hat eine Fläche von 1.768 km² und zählt 565.075 Einwohner (Stand: Zensus 2020). Der Stadtbezirk war früher ein Kreis, der Kreis Shuo (朔县,  Shuo xian).